# Paula Carp
Paula Carp (n. 10 august 1911, București – d. 1991, București) a fost o etnomuzicologă, folcloristă și profesoară română, de origine evreiască.

## Biografie
S-a născut la data de 10 august 1911 în București.
Între 1918-1922 urmează școala primară, iar între 1922-1929 își face studiile liceale.
Între 1930-1934 studiază la Conservatorul din București, avându-i profesori pe Gheorghe Cucu (teorie-solfegiu), Alfonso Castaldi (armonie, contrapunct), Constantin Brăiloiu (istoria muzicii, folclor), Dimitrie Cuclin (forme muzicale), George Breazul (enciclopedie și pedagogie muzicală).
În paralel cu studiile muzicale urmează și cursurile Seminarului pedagogic la Universitatea „Titu Maiorescu”.
Între 1934-1944 devine folcloristă la Arhiva de folklore a Societății Compozitorilor Români condusă de Constantin Brăiloiu, fiind însărcinată cu transcrierile muzicale.
Între 1935-1943 este profesoară suplinitoare de muzică la București.
Între 1949-1968 activează ca cercetător științific la Institutul de Folclor din București, de unde iese la pensie.
A scris articole, studii, recenzii publicate în periodicele „Flacăra”, „Grai și suflet”, „Muzica”, „Revista de folclor”, „Anuarul Arhivei de folclor” etc.
A susținut conferințe, concerte-lecții, emisiuni radiofonice, comunicări științifice.
A murit în anul 1991 la București.

## Lucrări

### Volume
- Cântecul propriu-zis din Muscel, Colecția Națională de Folclor, București, Editura Muzicală (în colaborare cu Adrian Vicol)
Volumul 1, 2007, 531 p. ISBN 9789734204724
Volumul 2, 2008, 411 p. ISBN 9789734204977

### Culegeri de folclor
- Bocete din Oaș, București, Societatea Compozitorilor Români, 1938, 90 p. (în colaborare cu Constantin Brăiloiu)
- Cîntece și jocuri din Muscel, București, Editura Muzicală, 1964, 311 p. (în colaborare cu Al. Amzulescu)

### Studii și articole
- „Succesul Orchestrei populare a Institutului de Folclor la Praga”, în Flacăra, nr. 22 (1260), 1950
- „Cum își făurește poporul cîntece noi”, în Flacăra, nr. 16 (172), 1951
- „Formulele melodice în cîntecul popular - Cîteva aspecte ale problemei”, în Muzica, tomul 6, nr. 11, noiembrie 1956
- „Cîteva cîntece de ieri și de azi din comuna Bătrîni”, în Revista de Folclor, tomul 2, nr. 1-2, 1957
- „Notarea relativă a melodiilor populare pe baza integrării într-un sistem organic”, în Revista de Folclor, tomul 5, nr. 1-2, 1960